# Антуан Брізар
Антуа́н Арту́р  Фаб'є́н Бріза́р (фр. Antoine Arthur Fabien Brizard; нар. 22 травня 1994, Пуатьє) — французький волейболіст, олімпійський чемпіон 2020 і 2024 років.

## Титули та досягнення
За збірну
- Олімпійський чемпіон 2020 і 2024 років
- Переможець Світової ліги 2017 року
- Переможець Ліги Націй 2024 року
- Срібний призер Ліги націй 2018 року
- Бронзовий призер Ліги націй 2021 року

Клубні
 Парі Воллей
- Володар Кубку Європейської конфедерації (1): 2013/14
- Срібний призер чемпіонату Франція (3): 2012/13, 2013/14, 2014/15
- Володар Суперкубку Франції (1): 2013/14

 Спейсерс де Тулуз
- Срібний призер чемпіонату Франція (1): 2016/17

 Проєкт
- Срібний призер чемпіонату Польщі (1): 2018/19

 Зеніт
- Фіналіст Кубку Європейської конфедерації (1): 2020/21
- Срібний призер чемпіонату Росії (1): 2020/21